# Ausgerechnet ihr Stiefvater
Ausgerechnet ihr Stiefvater ist ein französisches Liebesdrama von Bertrand Blier aus dem Jahr 1981.

## Handlung
Rémi wird in sechs Monaten 30 Jahre alt. Er arbeitet für wenig Geld als Barpianist und weiß, dass er sich stets vorgenommen hatte, bis zu seinem 30. Geburtstag etwas geleistet zu haben. Die Realität sieht anders aus: Über die Runden kommt er nur, weil seine langjährige Freundin Martine als Model Geld verdient. Die Beziehung steht jedoch kurz vor dem Aus. Nach einer Auseinandersetzung mit Rémi wird Martine in einen Autounfall verwickelt, bei dem sie ums Leben kommt.
Zurück bleibt neben Rémi auch Martines Tochter Marion, die inzwischen 14 Jahre alt ist und um die sich Rémi seit acht Jahren wie ein Vater kümmert. Gegen ihren Willen muss Marion nun zu ihrem leiblichen Vater Charly ziehen, den sie ablehnt. Nach einiger Zeit zieht sie auf eigene Faust in Rémis Wohnung zurück und macht Charly klar, dass sie immer wieder zu Rémi zurückkehren würde. Marion darf bei ihrem Stiefvater bleiben. Dieser hat gerade seine Arbeit verloren. Beide schlagen sich mit Klavierstunden und Babysitten durch. Als Marions Schulnoten schlechter werden, will Rémi ihr das Babysitten untersagen, doch gibt Marion zu, dass sie nur unkonzentriert sei, weil sie sich in Rémi verliebt habe. Er entgegnet, dass sie sich täusche.
Als Rémi am nächsten Tag spät nach Hause kommt, findet er Marion nackt in seinem Bett vor. Sie schlägt ihm vor, nur bei ihm im Bett liegen zu wollen, doch weiß er nicht, ob er sich ihr gegenüber beherrschen könnte, zumal sie darauf besteht, eine Frau und kein Kind mehr zu sein. Er macht ihr klar, dass man Dummheiten sagen könne, sie jedoch nicht tun darf. Als sie an einem weiteren Tag zu ihm ins Bett kommt, um zu lesen, ihn aber kurz darauf verführen will, wirft er sie aus dem Zimmer. Eine sexuelle Beziehung zu ihr lehnt er strikt ab.
Marion wird apathisch und isst kaum mehr. Der Kinderarzt verordnet ihr einen Luftwechsel, sodass sie mit Charly in die Berge fährt. Am Bahnhof erfüllt ihr Rémi ihren großen Wunsch und gibt ihr einen Zungenkuss. Weihnachten verbringt er bei Freunden; angetrunken telefoniert er mit Marion und gesteht ihr, dass er sie liebt. Er sucht sie bald darauf in den Bergen auf, beide nehmen sich ein Hotelzimmer und schlafen miteinander. Auf der Rückfahrt führt Rémi mit Martine ein imaginäres Zwiegespräch; er weiß nicht, wie es weitergehen soll.
Als Rémi seine Wohnung gekündigt wird, bezieht er ein Abbruchhaus. Mit Marion vereinbart er, dass ihre Beziehung nur dazu diente, einander Halt zu geben; Marion soll eine normale Jugend mit normalen Freunden und Liebschaften haben. Sie lädt daraufhin zahlreiche junge Männer ins Haus ein und flirtet vor Rémi mit Männern. Dennoch macht sie ihm klar, dass sie Sex nur mit ihm haben werde. Nach einer Feier, von der sie erst am Morgen heimkehrt, gibt er auf: Er gesteht ihr seine Liebe. Beide schlafen miteinander. Sie erhalten überraschend von Charly Besuch. Als er geht, sieht er, wie sich beide stürmisch umarmen und küssen; er fragt Rémi, ob er mit Marion schläft. Dieser leugnet empört; vor Marion gibt er zu, Angst zu haben.
Eines Tages holt Marion Rémi zu Hilfe. Das Kleinkind, auf das sie gerade aufpasst, ist plötzlich krank geworden. Rémi organisiert einen Arzt und Medizin. Er lernt schließlich die Kindsmutter kennen: Charlotte ist Pianistin und lebt von ihrem Mann getrennt. Marion erkennt bald, dass Rémi und Charlotte Gefallen aneinander gefunden haben. Sie lässt Rémi sein Leben neu anfangen: Er und Charlotte werden ein Paar und Marion zieht zu ihrem leiblichen Vater zurück.

## Produktion
Ausgerechnet ihr Stiefvater beruht auf dem Roman Beau-père von Bertrand Blier, der Regie führte und das Drehbuch schrieb. Die Dreharbeiten fanden von Dezember 1980 bis Februar 1981 vor allem in Ville-d’Avray statt. Es war das Filmdebüt von Ariel Besse, die zum Zeitpunkt der Dreharbeiten 15 Jahre alt war. Die Kostüme schuf Michèle Cerf, die Filmbauten stammen von Théobald Meurisse.
Ausgerechnet ihr Stiefvater erlebte auf den Internationalen Filmfestspielen von Cannes im Mai 1981 seine Premiere. Er lief am 16. September 1981 in den französischen Kinos an, wo er von rund 1,2 Millionen Zuschauern gesehen wurde. In der Bundesrepublik kam der Film am 12. März 1982 in die Kinos. Wenige Monate nach der Uraufführung des Films nahm sich Hauptdarsteller Patrick Dewaere im Juli 1982 das Leben.

## Kritik
Der film-dienst nannte Ausgerechnet ihr Stiefvater eine „behutsame Auseinandersetzung mit einem heiklen Thema, die sich ganz auf eine ruhige und liebevolle Betrachtung der Charaktere einläßt“. Für Cinema war der Film ein „feinfühlige[s] Porträt einer ungewöhnlichen Romanze“ sowie ein „Tabu-Drama mit liebevoll charakterisierten Figuren“. Das Hamburger Abendblatt nannte den Film eine „bittersüße Komödie über die Grenzsituationen unserer Gefühlswelt“.
Die taz sah 1990 Ausgerechnet ihr Stiefvater in einer langen Tradition französischer Filme der 80er Jahre mit sehr jungen bzw. minderjährigen weiblichen Hauptfiguren und älteren Liebhabern wie Eine Frau mit 15 von Jacques Dillon, Die kleine Diebin von Claude Miller oder Weiße Hochzeit von Jean Claude Brisseau, die hinter dem Vorwand der Initiationsgeschichte vor allem Altherren-Phantasien bedienen.

## Auszeichnungen
Ausgerechnet ihr Stiefvater lief in Cannes 1981 im Wettbewerb um die Goldene Palme. Patrick Dewaere wurde 1982 für einen César in der Kategorie Bester Hauptdarsteller nominiert. Ebenfalls 1982 gewann der Film des BSFC Award der Boston Society of Film Critics für den besten fremdsprachigen Film.